# António Gedeão
Rómulo Vasco da Gama de Carvalho, conocido por el seudónimo de António Gedeão, (Lisboa, 24 de noviembre de 1906-Lisboa, 19 de febrero de 1997) fue un poeta, ensayista y dramaturgo portugués, que también publicó diversas obras científicas. Sus poesías más conocidas son Pedra Filosofal (Piedra filosofal) y Lágrima de Preta (Lágrima de negra).
Bajo su nombre auténtico, Rómulo de Carvalho, trabajó como catedrático y profesor de Química e Historia de la ciencia, publicando algunas obras de divulgación científica. Fue miembro de la Academia de las Ciencias de Lisboa y director del museo Maynense de dicha Academia.

### Poesía
- 1956 - Movimento Perpétuo
- 1958 - Teatro do Mundo
- 1959 - Declaração de Amor
- 1961 - Máquina de Fogo
- 1964 - Poesías Completas
- 1967 - Linhas de Força
- 1980 - Soneto
- 1982 - Poema para Galileu
- 1984 - Poemas Póstumos
- 1985 - Poemas dos textos
- 1990 - Novos Poemas Póstumos

### Ficción
- 1973 - A poltrona e outras novelas

### Teatro
- 1978 - RTX 78/24
- 1981 - História Breve da Lua

### Ensayo
- 1965 - O Sentimento Científico em Bocage
- 1975 - Ay Flores, Ay flores do verde pino

### Divulgación científica y Pedagogía
- 1950 - Regras de notação e nomenclatura química
- 1952 - Considerações sobre o ensino elementar da Física
- 1953 - Compêndio de Química para o 3º Ciclo
- 1957 - Experiências escolares sobre tensão superficial dos líquidos e sobre lâminas da solução de sabão
- 1957 - Guias de trabalhos práticos de Química
- 1959 - Acerca do número de imagens dadas pelos espelhos planos inclinados entre si
- 1959 - A física como objecto de ensino
- 1959 - Problemas de Física para o 3º Ciclo do Ensino Liceal, I volume
- 1961 - Considerações sobre o princípio de Arquimedes
- 1962 - Novas maneiras de trabalhar com os tubos de Torricelli
- 1962 - Novo sistema de unidades físicas
- 1963 - Novo dispositivo para o estudo experimental das leis de reflexão da luz
- 1963 - Sobre os compêndios universitários exigidos pela Reforma Pombalina
- 1964 - O ensino elementar da Cinemática por meio de gráficos
- 1964 - Teoria e prática da ponte de Wheatstone
- 1965 - La formation du professeur de physique
- 1974 - Ciências da Natureza